# Liste der Bodendenkmäler in Bundorf

Wappen von Bundorf

Auf dieser Seite sind die Bodendenkmäler in der unterfränkischen Gemeinde Bundorf zusammengestellt. Diese Tabelle ist eine Teilliste der Liste der Bodendenkmäler in Bayern. Grundlage ist die Bayerische Denkmalliste, die auf Basis des Bayerischen Denkmalschutzgesetzes vom 1. Oktober 1973 erstmals erstellt wurde und seither durch das Bayerische Landesamt für Denkmalpflege geführt wird. Die folgenden Angaben ersetzen nicht die rechtsverbindliche Auskunft der Denkmalschutzbehörde.

## Bodendenkmäler nach Gemarkung

### Bundorf
| Lage                      | Objekt | Akten-Nr.     | Bild |
| ------------------------- | --- | ------------- | ---- |
| Hauptstraße 11 (Standort) | Untertägige Bauteile der frühneuzeitlichen katholischen Pfarrkirche Heilige Dreifaltigkeit und St. Laurentius von Bundorf (Baudenkmal D-6-74-120-1) sowie Vorgängeranlagen des späten Mittelalters | D-6-5729-0042 |      |
| Schlossallee 1 (Standort) | Untertägige Bauteile im Bereich des frühneuzeitlichen Schlosses (Baudenkmal D-6-74-120-2) mit Ökonomieanlagen von Bundorf sowie mittelalterliche Vorgängeranlagen                                  | D-6-5729-0051 |      |

### Kimmelsbach
| Lage                      | Objekt | Akten-Nr.     | Bild |
| ------------------------- | --- | ------------- | ---- |
| Kimmelsbach 27 (Standort) | Untertägige Bauteile der frühneuzeitlichen katholischen Filialkirche St. Nikolaus von Kimmelsbach (Baudenkmal D-6-74-120-13) | D-6-5928-0069 |      |

### Neuses
| Lage                 | Objekt | Akten-Nr.     | Bild |
| -------------------- | --- | ------------- | ---- |
| Neuses 44 (Standort) | Untertägige Bauteile der frühneuzeitlichen katholischen Kuratiekirche Hl. Kreuz von Neuses (Baudenkmal D-6-74-120-18) | D-6-5729-0048 |      |

### Rottensteiner Forst
| Lage                                                    | Objekt                                                          | Akten-Nr.     | Bild |
| ------------------------------------------------------- | --------------------------------------------------------------- | ------------- | ---- |
| Rottensteiner Forst, westlich von Bundorf (Standort)    | Frühmittelalterlicher Ringwall                                  | D-6-5728-0037 |      |
| Rottensteiner Forst, südlich von Kimmelsbach (Standort) | Bestattungsplatz mit Grabhügeln vorgeschichtlicher Zeitstellung | D-6-5829-0017 |      |

### Schweinshaupten
| Lage                                                  | Objekt | Akten-Nr.     | Bild |
| ----------------------------------------------------- | --- | ------------- | ---- |
| nordwestlich des Geißbergs (Standort)                 | Mittelalterliche Wüstung | D-6-5829-0032 |      |
| In Schweinshaupten (Standort)                         | Untertägige Bauteile der frühneuzeitlichen evangelisch-lutherischen Pfarrkirche von Schweinshaupten sowie Fundamente mittelalterlicher Vorgängerbauten | D-6-5829-0051 |      |
| am westlichen Ortsrand von Schweinshaupten (Standort) | Untertägige Teile des ehem. frühneuzeitlichen Schlosses von Schweinshaupten mit spätmittelalterlichen Vorgängeranlagen                                 | D-6-5829-0111 |      |

### Stöckach
| Lage                   | Objekt | Akten-Nr.     | Bild |
| ---------------------- | --- | ------------- | ---- |
| Stöckach 34 (Standort) | Untertägige Bauteile des frühneuzeitlichen Schlosses von Stöckach mit katholischer Schlosskapelle St. Matthäus | D-6-5829-0053 |      |

### Walchenfeld
| Lage                                                 | Objekt | Akten-Nr.     | Bild |
| ---------------------------------------------------- | --- | ------------- | ---- |
| Am nordöstlichen Ortsrand von Walchenfeld (Standort) | Abgegangener mittelalterlicher Ansitz von Walchenfeld sowie untertägige Siedlungsteile des zugehörigen Wirtschaftshofes | D-6-5829-0108 |      |